# Eli (Drama)
Eli – Ein Mysterienspiel vom Leiden Israels ist ein Drama von Nelly Sachs. Es wurde 1951 veröffentlicht und erschien ausschließlich in einer Auflage von 200 handsignierten Exemplaren. Das Stück thematisiert im Wesentlichen die Auseinandersetzung der überlebenden Juden mit dem Alltag und den Folgen der Massenvernichtung der Juden nach dem Ende der Shoah.

## Aufbau des Dramas
Das Werk ist in 'Siebzehn Bilder' unterteilt und umfasst zahlreiche Figuren, die beinahe ausschließlich über sprechende Namen charakterisiert werden. Im Sinne des traditionellen Dramenaufbaus besitzt Sachs’ Werk keinen klassischen Protagonisten. Die eigentlich für das Stück zentrale Figur – der achtjährige jüdische Hirtensohn Eli – wurde von einem früheren Soldaten aufgrund seines Pfeifenspiels noch vor Einsatz der Dramenhandlung ermordet. Eli hatte mit seiner Pfeife zum Himmel gepfiffen, um seine Eltern vor der Deportation zu schützen.
Als Ort der Handlung fungiert in den meisten Kapiteln der „Marktplatz einer kleinen polnischen Landstadt, darin sich eine Anzahl Überlebender des jüdischen Volkes zusammengefunden haben“. Als Zeit wird lediglich auf einen unbestimmten Zeitpunkt „nach dem Martyrium“ verwiesen.
Neben der abwesenden Figur Elis bilden der Schuhmacher Michael, der Maurerlehrling Jossele, der Marktschreier Mendel, der geistliche Dajan und Elis Großvater Samuel zentrale Figuren des Stücks. Michael macht es sich im Verlauf der Handlung zur Aufgabe, den Mörder Elis ausfindig zu machen und begibt sich aus diesem Grund auf Wanderschaft, während die weiteren Figuren versuchen, ihr Leben nach dem Martyrium zu meistern und sich einen Weg in die Zukunft zu eröffnen.

## Verlauf der Dramenhandlung

### Erstes Bild
Auf einem Marktplatz stehen die umliegenden Häuser in Ruinen verlassen. Einige Arbeiter und Bewohner versuchen ihn, der ausschließlich noch durch einen Brunnen als solcher zu erkennen ist, wieder aufzubauen. Eine Wäscherin und eine Bäckerin unterhalten sich über den Tod des achtjährigen Jungen Eli, der von einem Soldaten ermordet wurde, als dieser versuchte, seine Eltern vor der Verschleppung zu schützen. Michael, der Beschützer des Dorfes, konnte den Jungen nicht retten, da er zur Zeit der Vernichtung des Dorfes die Rettung anderer Bewohner veranlasste. Die Wäscherin und die Bäckerin charakterisieren Michael als göttliches Wesen, der über den „Balschemblick“ verfüge. Die Bäckerin ist verzweifelt, da sie noch bis zu diesem Tag die Schritte ihres ermordeten Mannes in ihrem Haus hört. Sie bricht zusammen.

### Zweites Bild
Ein Maurer und sein Geselle Jossele arbeiten an den Hausruinen. Ihnen begegnen einige traumatisierte Menschen, die über das Martyrium den Verstand verloren haben. Zu diesen Personen zählt eine verwirrte Mutter, die ihre Tochter Ester aus dem Himmel wiederbeleben will. Um bei ihr zu sein, erschlägt sie sich schließlich mit einem Stein. Auf Josseles Verzweiflung angesichts dieser Tat hin ermahnt ihn der Maurermeister, seinen zukünftigen Beruf für den Wiederaufbau der Zukunft ernster zu nehmen.

### Drittes Bild
Jossele begegnet mehreren singenden Mädchen, die ihre Lieder an die toten Familien und ihre eigenen Eltern richten. Er macht deutlich, dass er selbst durch ein miterlebtes Schiffsunglück psychisch angeschlagen ist. Wie zuvor die verwirrte Mutter, wirken auch die Kinder verstört. Sie bauen sich ihre Familien aus herumliegenden Trümmern nach.

### Viertes Bild
Schauplatz ist nun die Schuhmacherwerkstatt Michaels. Die Nacht ist angebrochen und Michael trauert um seine verstorbene zukünftige Frau Myriam. Als Andenken an sie hat er einen ihrer Schuhe behalten. Michael beginnt, die zahllosen Verstorbenen mit ihren zurückgelassenen Schuhen zu identifizieren. Zwei unheimliche Stimmen sprechen miteinander über die Toten. Als drittes Paar Schuhe hält Michael das Paar Elis in den Händen und versinkt erneut in eine tiefe Depression.

### Fünftes Bild
Nachdem Michael aus seiner Verzweiflung erwacht ist, beschließt er, sich auf die Suche nach Elis Mörder zu begeben. Er besucht Elis Großvater Samuel, der durch den Tod seines Enkels die Stimme verloren hat und befragt ihn nach dem Aussehen des Mörders. Als Samuel Michael die Pfeife Elis übergibt und dieser hineinbläst, erscheint ein Gesicht auf dem Totenhemd Elis und klärt ihn das Aussehen des Mörders auf.

### Sechstes Bild
Auf dem Marktplatz versucht der Marktschreier Mendel seine übriggebliebenen Waren den Überlebenden anzubieten. Ein Scherenschleifer bietet seine geschliffenen Messer an, was die Umstehenden aufgrund der schmerzhaften Vergangenheit zutiefst verstört. Mädchen kaufen auf dem Markt Erinnerungsstücke, ein geblendetes Mädchen bricht vor Trauer um ihren verstorbenen Geliebten auf dem Marktplatz zusammen. Schließlich taucht eine junge Mutter auf, die den Umstehenden ihr neugeborenes Kind zeigt. Die abschließende Regieanweisung stellt das eigentlich untote Dasein der Menschen gegenüber der jungen Mutter dar:
„Alle Tanzenden werfen lange Schatten. Ihre Leiber sind von der Abendsonne wie fortgeblendet. Nur die junge Frau mit dem Kind steht deutlich im Licht.“

### Siebentes Bild
Auf dem Marktplatz wird ein Feiertagsgottesdienst abgehalten. Während die Teilnehmer vom Tod ihrer Angehörigen erzählen, beschwört Dajan den Untergang Israels, der ohne Glaube die Gemeinschaft treffen werde. In einer umfassenden Art Predigt erläutert Dajan den Menschen die Gründe für den Hass auf die Juden und macht diesen in erster Linie an der Unerschütterlichkeit der jüdischen Religion fest. Nach einer Predigt über Eli bricht er zusammen.

### Achtes Bild
Ein Rabbi eröffnet den Feiertagsgottesdienst zum Neujahrsfest. Mit seinem Gebet läutet er eine neue Zeit ohne Qualen und Martyrium ein. Viele Teilnehmer wirken nach dem Fest wie gelöst. Eine alte Frau unterhält sich mit dem Rabbi und berichtet von ihren drei toten Kindern Jehudi, Taubel und Natel. Als Zeichen der Befreiung zieht sie sich die Schuhe eines der Verstorbenen an und beginnt darin zu tanzen.

### Neuntes Bild
Maurer bauen die zerstörte Stadt wieder auf. Während einer der Zimmersleute versucht, eine Tür an einem der Häuser anzubringen, kommt ein Bettler des Wegs. Er deutet die Tür als Durchgangspforte in eine Zukunft, die jedoch von den Hinterbliebenen nicht durchschritten werden kann. Die Türschwelle erscheint für ihn unpassierbar. Die Maurer und auch die Gärtner hingegen deuten die Tür pragmatisch als Schutz gegen Diebe und Kälte. Es kommt zur Frage, ob die Errichtung einer neuen Stadt auch einer Erneuerung des jüdischen Glaubens gleich käme. Für sie wird der Staub der Vergangenheit zur Grundlage des Neubeginns. Dajan zweifelt, ob diese Form der Hinwendung in die Zukunft nicht zu früh und zu oberflächlich sei.

### Zehntes Bild
Auf einer Landstraße wandern der Scherenschleifer und Mendel. Der pragmatische Mendel kritisiert die rückwärtsgewandten und trauernden Juden wie auch Dajan. Der Scherenschleifer gibt zu bedenken, dass es für Menschen sehr schwer sei, Vergangenes loszulassen. Mendel will davon nichts wissen. Auf dem Weg erscheint ein Greis, der sich seiner eigenen Identität beraubt sieht. Er berichtet den beiden Vorbeikommenden von seinen Nah-Tod-Erfahrungen während der Zeit des Martyriums. Er erzählt ihnen außerdem von der Barmherzigkeit eines Soldaten, der ihn vor dem Tod gerettet hat, während zwei seiner Mitgefangenen erschlagen wurden. In weiteren Gesprächen charakterisiert Mendele Michael als besonderen Menschen. Dieser sei „einer, der Israels Wanderschuhe zu Ende trägt.“

### Elftes Bild
Michael durchquert auf der Suche nach Eli einen namenlosen Wald. Er erblickt den verfallenen Schornstein eines zerstörten Hauses und begegnet unterschiedlichen Inkarnationen der Verstorbenen, die sich in den Bäumen, dem Sand, den Sternen und der Nacht widerspiegeln und zu ihm sprechen. Es erscheint der verwandelte Schneider Hirsch in Gestalt eines nicht näher bezeichneten Wesens, das dem Tod anverwandt ist. Michael wird klar, dass er mit dem personifizierten Tod selbst in Kontakt getreten ist. Schließlich beginnt auch der Schornstein mit Michael zu sprechen. Er stößt durchsichtige Gestalten in den Himmel aus. Schließlich stürzt der Schornstein zusammen und erschlägt das seltsame Wesen. Michael wird zum Retter Israels auserkoren.

### Zwölftes Bild
An der Grenze des Landes ereilt Michael eine Vision, in der er von der sprechenden Hand eines Mörders ermordet zu werden droht. Die Vision kommt einer physischen Folter gleich. Einer der Finger der Mörderhand macht sich über Michaels Bedeutung als Retter Israels lustig. Er sei nicht in der Lage „das Rätsel Jude zu lösen“.

### Dreizehntes Bild
Michael erwacht auf einem Feld aus seiner alptraumartigen Vision. Er begegnet einem Bauern, der ihm vom Aufenthaltsort von Elis Mörder berichtet. Michael überschreitet die Grenze, um dort nach dem Mörder zu suchen.

### Vierzehntes Bild
Im Haus des örtlichen Dorfschullehrers machen sich einige Jungen über die während des Martyriums misshandelten Juden lustig. Als Michael vorbeigeht, will eines der Kinder ihn mit einem Steinwurf erschlagen, wird jedoch von einer Lehrkraft zurückgehalten. Das Kind versteht nicht, warum es vor kurzem noch erlaubt war, Juden zu erschlagen und dies jetzt verboten sei.

### Fünfzehntes Bild
In einer Schuhmacherwerkstatt unterhält sich Michael mit dem Meister über das Wesen des Judentums. Der Schuhmachermeister berichtet ihm dabei von dem Leben in der Werkstatt. Ein Mann betritt die Werkstatt gemeinsam mit seiner kleinen Tochter, die versucht auf Elis Pfeife zu spielen. Der Vater jedoch verbietet es ihr. Beide verlassen die Werkstatt wieder und auch Michael macht sich wieder auf den Weg.

### Sechzehntes Bild
Abends im Haus des Mannes, der die Werkstatt besuchte, wird deutlich, dass er der Mörder Elis ist. Die kleine Tochter des Mannes wird plötzlich von Fieber geschüttelt. Der zur Hilfe gerufene Bäcker mutmaßt, dass die Ursache des Fiebers wohl eine ungesühnte Tat aus der Vergangenheit sein werde. Während der Bäcker in dem Mann den Mörder Elis erkennt, stirbt dessen Tochter an dem Fieber.

### Siebzehntes Bild
Wieder zurück auf der Landstraße begegnet Michael dem Mörder Elis Auge in Auge. In einem langen Monolog versucht sich der Mörder für seine Tat zu rechtfertigen und zerfällt schrittweise zu Staub. Es erscheinen ein riesenhafter Embryo sowie mehrere Kreise am Himmel. Die Stimme Israels ertönt und erhebt Michael nach der Erfüllung seiner Aufgabe in den Himmel.

## Deutung
Gemäß den Ausführungen nach Appel (2022) steht das Werk in enger Beziehung zu Nelly Sachs Gedichtband In den Wohnungen des Todes. Viele Motive und Metaphern wie etwa der Staub, der Sand und die Schuhe werden in Eli unter gleichen Vorzeichen wieder aufgerufen, um das Schicksal des jüdischen Volkes nach der Shoah sprachlich zu fassen.
Zahlreiche der in dem Drama auftretenden Figuren werden mit den Attributen Ewiger-Juden-Figuren belegt. Der Großvater Elis, Samuel, verweist etwa auf die Sprachlosigkeit der Toten, die in den Chören nach der Mitternacht thematisiert werden. Entsprechend des in diesem Gedicht-Zyklus vorhandenen Chor der Wandernden, bleiben die Schuhe und Schritte der verstorbenen ihr Sprachrohr in die Gegenwart. Dem Chor der verlassenen Dinge folgend, wird es Michaels Aufgabe, die Schuhe der Verstorbenen zusammenzutragen und an diese zu erinnern.
Michael selbst, der von zahlreichen Figuren im Drama als Retter der Juden angesehen wird, trägt deutliche Züge des Ewigen Juden. Wie in der ursprünglichen Beschreibung und Erzehlung von einem Juden mit Namen Ahasverus (1602) ist Michael Schuhmacher, von hünenhafter Gestalt und wandert durch die Lande.